# Castelhemis
Castelhemis, de son vrai nom Philippe Laboudigue, né le 11 juillet 1948 à Neuilly-sur-Seine et mort le 8 avril 2013 à Clichy,, est un chanteur français des années 1970 et 1980.

## Biographie
Castelhemis commence sa carrière à la fin des années 1960, dans une troupe de spectacles médiévaux où il apprend les rudiments du métier. De cette période sortiront deux 45 tours EP en 1969, en duo avec un ami (ils signeront Castel et Vendôme).
Sa carrière solo débute dix ans plus tard. Il écrit lui-même musique et paroles, dans un style se rapprochant de la musique folk ou pop. Sans aucune médiatisation, il obtient un beau succès auprès d'un public jeune qui apprécie ses chansons antimilitaristes ou antinucléaires. Ses disques se vendent à plus de 50 000 exemplaires. Il arrête volontairement sa carrière après son dernier album en 1988, lassé d'un système dans lequel il ne voulait pas s'engluer.